# Conferència de Zimmerwald

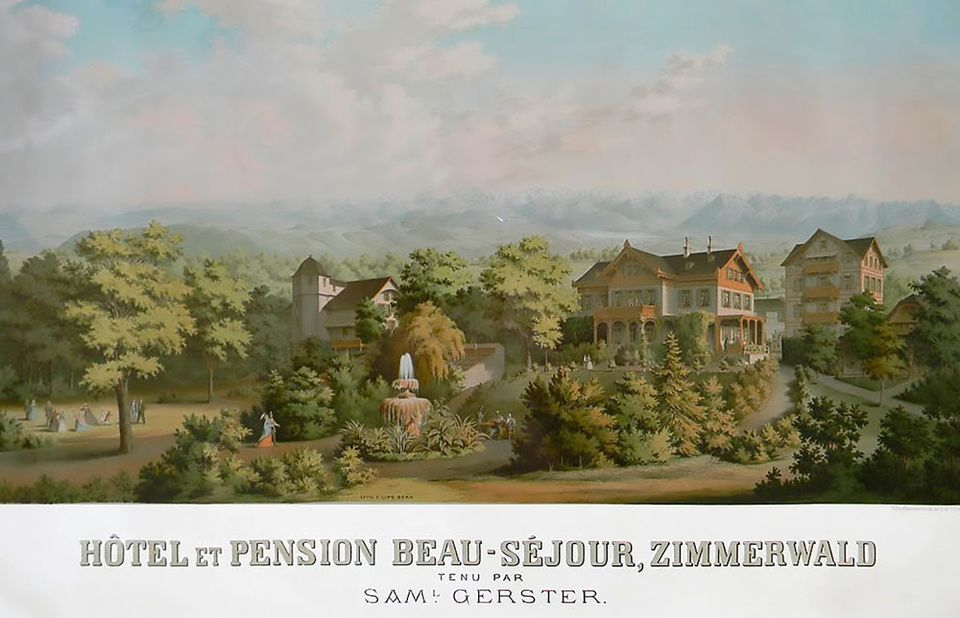
L'Hotel Beau Séjour, seu de la Conferència de Zimmerwald, el 1864.

La Conferència de Zimmerwald es va celebrar entre el 5 i el 8 de setembre de 1915 a Zimmerwald —poblet proper a Berna—, Suïssa, on es va reunir l'esquerra socialista que s'oposava a la Primera Guerra Mundial.

## Assistents
La conferència va reunir a trenta-vuit delegats socialistes d'onze països, tant neutrals com a bel·ligerants. Dotze d'ells provenien de l'Imperi rus. Entre ells es trobaven grans figures de l'esquerra internacional com: Iuli Màrtov —que finalment va renunciar a favor de Trotski, amb el qual col·laborava a Naixe slovo malgrat les seves diferències— o Pàvel Akselrod, representants dels menxevics, Lenin i Grigori Zinóviev pels bolxevics, els socialrevolucionaris russos Víktor Txernov i Mark Natanson, representants de la socialdemocràcia alemanya; l'holandès Hermann Gorter, que posteriorment seria un dels majors exponents de la ultraesquerra; Christian Rakovsky, qui seria governador d'Ucraïna i enemic de Stalin; també hi havia Trotski, encarregat de redactar el document de la conferència. I com a líder va estar present Lenin. La gran absència en la conferència va ser la de Rosa Luxemburg, qui es trobava presa a Alemanya per oposar-se a la guerra. La delegació alemanya estava composta per diversos diputats socialistes. La francesa, formada per alguns sindicalistes, reflectia la feblesa dels grups oposats a la guerra al país. També hi van assistir socialistes italians, polonesos i suïssos.
Tot i que va ser una conferència reduïda, era la primera que tenia lloc des del començament de la Primera Guerra Mundial. La idea de la reunió havia partit dels socialistes italians que, en veure la seva proposta rebutjada pels dirigents de la Segona Internacional, la van presentar a Màrtov, Trotski i els socialistes suïssos.

## Postures
La conferència va debatre principalment la postura dels socialistes enfront de la guerra mundial. La Segona Internacional s'havia dividit davant la contesa mundial i la majoria dels socialistes havien recolzat els esforços bèl·lics dels seus països enfront de la solidaritat de classe internacional. La postura minoritària d'oposició al conflicte es va reunir a Zimmerwald, on es va dividir en dues fraccions:
- L'anomenada Esquerra de Zimmerwald o «derrotistes», encapçalats per Lenin, que consideraven la Internacional acabada i defensaven la formació d'una nova organització constituïda exclusivament pels socialistes que s'oposaven a la guerra i que desitjaven convertir la confrontació entre nacions en una lluita civil entre classes.
- Els «internacionalistes», majoritaris en la conferència, que advocaven per la reconstitució de la Segona Internacional, que havia d'ajudar a aconseguir la pau i mantenir-la. La majoria dels dirigents socialistes russos es van integrar en aquest corrent.[1]

En aquesta conferència Lenin va mostrar la seva posició enfront de la guerra, va indicar que aquesta era una forma d'afavorir a l'imperialisme i va proposar com a solució a la guerra la revolució. La posició de Lenin, minoritària, va ser rebutjada a causa del caràcter gairebé pacifista de l'esquerra en aquest moment.
La Conferència de Zimmerwald va ser el germen de la Revolució russa i de la Tercera Internacional.

## Influències
La conferència i les postures que hi van aparèixer van tenir influència en figures que no van assistir-hi, com els exiliats socialistes russos a Sibèria, on alguns van formar un grup habitualment conegut com a "zimmerwaldistes siberians" per la seva postura propera als internacionalistes de la conferència. El seu principal representant va ser el menxevic Irakli Tsereteli.